# Dethalbum II
Dethalbum II é o segundo álbum de estúdio da banda virtual americana de death metal, Dethklok. O disco contém músicas da série televisiva Metalocalypse, além de faixas inéditas. O artista Antonio Canobbio novamente fez a arte oficial da capa. A versão deluxe do disco inclui um DVD com 52 minutos de vídeos inéditos do grupo.
O álbum estreou em 15º lugar na lista da Billboard americana, vendendo 45,000  só na primeira semana.
| Críticas profissionais                                                      | Críticas profissionais |
| Avaliações da crítica                                                       | Avaliações da crítica  |
| Fonte                                                                       | Avaliação              |
| --------------------------------------------------------------------------- | ---------------------- |
| allmusic                                                                    | [ 1 ]                  |
| Esta tabela precisa de ser acompanhada por texto em prosa. Consulte o guia. |                        |

## Faixas
1. Bloodlines – 3:30
2. The Gears – 4:21
3. Burn the Earth – 3:59
4. Laser Cannon Deth Sentence – 4:35
5. Black Fire Upon Us – 5:40
6. Dethsupport – 2:42
7. The Cyborg Slayers – 4:16
8. Tamper with the Evidence at the Murder Site of Odin – 4:30
9. Murmaider II: The Water God – 5:43
10. Comet Song  – 3:48
11. Symmetry – 4:31
12. Volcano – 4:18

### DVD Bônus
1. Deththeme (versão estendida)
2. Briefcase Full of Guts
3. Birthday Dethday
4. Awaken
5. Bloodrocuted
6. Duncan Hills Coffee Jingle
7. Dethharmonic
8. Castratikron
9. Go Forth and Die
10. Hatredcopter
11. Murmaider
12. Thunderhorse
13. Go into the Water
14. Fansong

## Créditos
- Brendon Small - vocal, guitarra, baixo, teclado
- Gene Hoglan - bateria
- Bryan Beller - baixo na faixa The Gears